# Witosławscy
Witosławscy – polskie rody szlacheckie legitymujące się herbami Nieczuja, Prawdzic, Jastrzębiec oraz Rawicz, których przedstawiciele od XVI do XX wieku piastowali urzędy dygnitarskie, wojskowe i ziemskie w prowincji małopolskiej i wielkopolskiej Rzeczypospolitej Obojga Narodów, a także w czasie zaborów.

## Witosławscy herbu Nieczuja

Nieczuja

Witosławscy herbu Nieczuja – polski ród szlachecki wywodzący się z rycerskiego rodu Nieczuja, który przybrał nowe nazwisko od wsi Witosławice jeszcze z początkiem XVI wieku. Na przełomie XVI i XVII wieku większa część rodu przeniosła się w Przemyskie. Przedstawiciele rodu żyją do dziś na terenie Polski.

### Przedstawiciele
- Jan Witosławski (ur. ok. 1640 zm. ok. 1700) – jeden z dowódców w bitwie pod Hodowem
- Michał Witosławski (ur. 1702 zm. 1769) – biskup rzymskokatolicki, biskup pomocniczy przemyski w latach 1768–1769[3]
- Kazimierz Witosławski (ur. ok. 1690) – podstoli nowogrodzki od 1732 roku[4]
  - Ignacy Witosławski (ur. ok. 1720 zm. ok. 1800) – oboźny polny koronny od 1778 roku, konsyliarz Rady Nieustającej w 1780 roku, poseł podolski na sejm 1780 roku[5], poseł na Sejm Czteroletni 1788–1792 z województwa podolskiego[6]
    - Ignacy Witosławski (ur. ok. 1790 zm. ok. 1870) – fundator i właściciel pałacu w Czerniatyniu

  - Antonii Witosławski (ur. ok. 1720) – podczaszy kołomyjski od 1767[7], sędzia grodzki halicki[8]
    - Józef Witosławski (ur. ok. 1750 zm. ok. 1820) – poseł na Sejm Czteroletni 1788–1792 z województwa podolskiego, marszałek szlachty podolskiej 1799–1802[9]
      - Kajetan Witosławski (ur. ok. 1790 zm. ok. 1850) – dygnitarz, prezes sądów granicznych[10]
        - Wiktor Witosławski (zm. 1889) – hrabia, właściciel pałacu w Beresteczku[11][12]
- Kazimierz Bronisław Witosławski (ur. 1842 zm. 1906) – aptekarz, powstaniec styczniowy, burmistrz Kołomyi, prezes kołomyjskiego „Sokoła”, poseł na Sejm Krajowy Galicji VIII Kadencji 1901–1906 z okręgu Kołomyja
- Bronisław Witosławski – przewodniczący Komitetu Akademickiego we Lwowie od 1848[13] oraz członek SLP[14]
- Andrzej Witosławski – burmistrz i honorowy obywatel Brodów[15]
- Wincenty Witosławski – poseł na Sejm Krajowy Galicji VI Kadencji z okręgu Dolina oraz przewodniczący Rady Powiatowej tamże[16]
- Henryk Witosławski – kapitan kontrwywiadu oraz kierownik II Sekcji w Wydziale Informacji Okręgu Wojskowego nr. V w latach 1945–1948[17]

## Witosławscy herbu Prawdzic

Prawdzic

Witosławscy herbu Prawdzic – polski ród szlachecki wywodzący się z rycerskiego rodu Prawdzic, który przybył z Niemiec w czasie wojen z krzyżakami. Przybrali oni swoje nazwisko od Witosławia.

### Przedstawiciele
- Szambor Witosławski – pierwszy znany przedstawiciel rodu[18] oraz właściciel dworu obronnego w Witosławiu[19]
- Janusz Witosławski (ur. ok. 1580 zm. 1631) – kasztelan inowrocławski
  - Andrzej Witosławski (ur. ok. 1600 zm. 1641) – kasztelan inowrocławski
- Jędrzej Witosławski – podpisał elekcję Władysława IV Wazy[20]
- Piotr Witosławski – podpisał elekcję Władysława IV Wazy[21]
- Benedykt Witosławski – rotmistrz królewski za panowania Zygmunta III Wazy i Władysława IV Wazy[21]

## Witosławscy herbu Rawicz

Rawicz

Witosławscy herbu Rawicz – polski ród szlachecki niewiadomego pochodzenia.

### Przedstawiciele
- Andrzej Witosławski – najstarszy przedstawiciel rodu[22]

## Witosławscy herbu Jastrzębiec

Jastrzębiec

Witosławscy herbu Jastrzębiec – polski ród szlachecki niewiadomego pochodzenia.

### Przedstawiciele
- Stanisław Witosławski – od 1538 podsędek Zawkrzeński, od 1555 sędzia ziemski tamże[23][24]

## Witosławscy nieznanego pochodzenia
Witosławscy o nieustalonej przynależności familijnej.

### Przedstawiciele
- Jan Witosławski – pisarz ziemi kaliskiej[25]

Nieznani z imienia ani herbu Witosławscy:
- paź króla Stefana Batorego[26]
- rotmistrz w czasie koncentracji wojsk i wojny chocimskiej[27]
- adiutant gen. Aleksandra Różnieckiego[28]

## Majątki Witosławskich
- pałac w Beresteczku
- pałac w Czerniatyniu
- pałac w Harmakach
- pałac w Warszawie